# 990 Yerkes
990 Yerkes eller 1922 MZ är en asteroid i huvudbältet, som upptäcktes 23 november 1922 av den belgisk-amerikanske astronomen George Van Biesbroeck vid Yerkesobservatoriet i Fort Davis, Texas. Den har fått sitt namn efter Yerkesobservatoriet, med vilket den upptäcktes.
Asteroiden har en diameter på ungefär 21 kilometer.